# Qızılağac (Göyçay)
Qızılağac è un comune dell'Azerbaigian situato nel distretto di Göyçay. Conta una popolazione di 1 365 abitanti.